# (Keep Feeling) Fascination
(Keep Feeling) Fascination è un singolo del gruppo synthpop britannico The Human League, pubblicato nel 1983 ed estratto dall'EP Fascination!.

## Tracce
- 7"

1. (Keep Feeling) Fascination
2. Total Panic

## Classifiche
| Classifica (1983) | Posizione massima |
| ----------------- | ----------------- |
| Regno Unito       | 2                 |